# Весенник
Весе́нник, или эра́нтис (лат. Eranthis), — род многолетних растений, включённый в трибу Actaeeae семейства Лютиковые (Ranunculaceae).

## Название
Русское название рода — перевод латинского Eranthis. Латинское название в свою очередь происходит от др.-греч. ερ — «весна» и άνθος — «цветок», то есть, означает буквально «весенний цветок».
Родовое название Eranthis 1807 года является законсервированным (nom. cons.), то есть имеет приоритет над более ранними синонимами Cammarum 1756 года и Helleboroides 1763 года.

## Ботаническое описание
Представители рода — небольшие многолетние травы с развитыми корневищами. Листья прикорневые, на длинных черешках, глубоко пальчато-рассечённые. Доли листьев яйцевидной формы, с сильно зазубренными краями.
Цветки располагаются по одному на концах побегов, актиноморфные. Венчик состоит из 5—8 лепестков жёлтого или белого цвета. Чашечка желтоватая, 5—8-дольчатая, при созревании плода исчезающая. Тычинки в количестве 30—36, нитевидные. Пестики в числе 3—11, с одиночной завязью, содержащей 6—9 семяпочек.

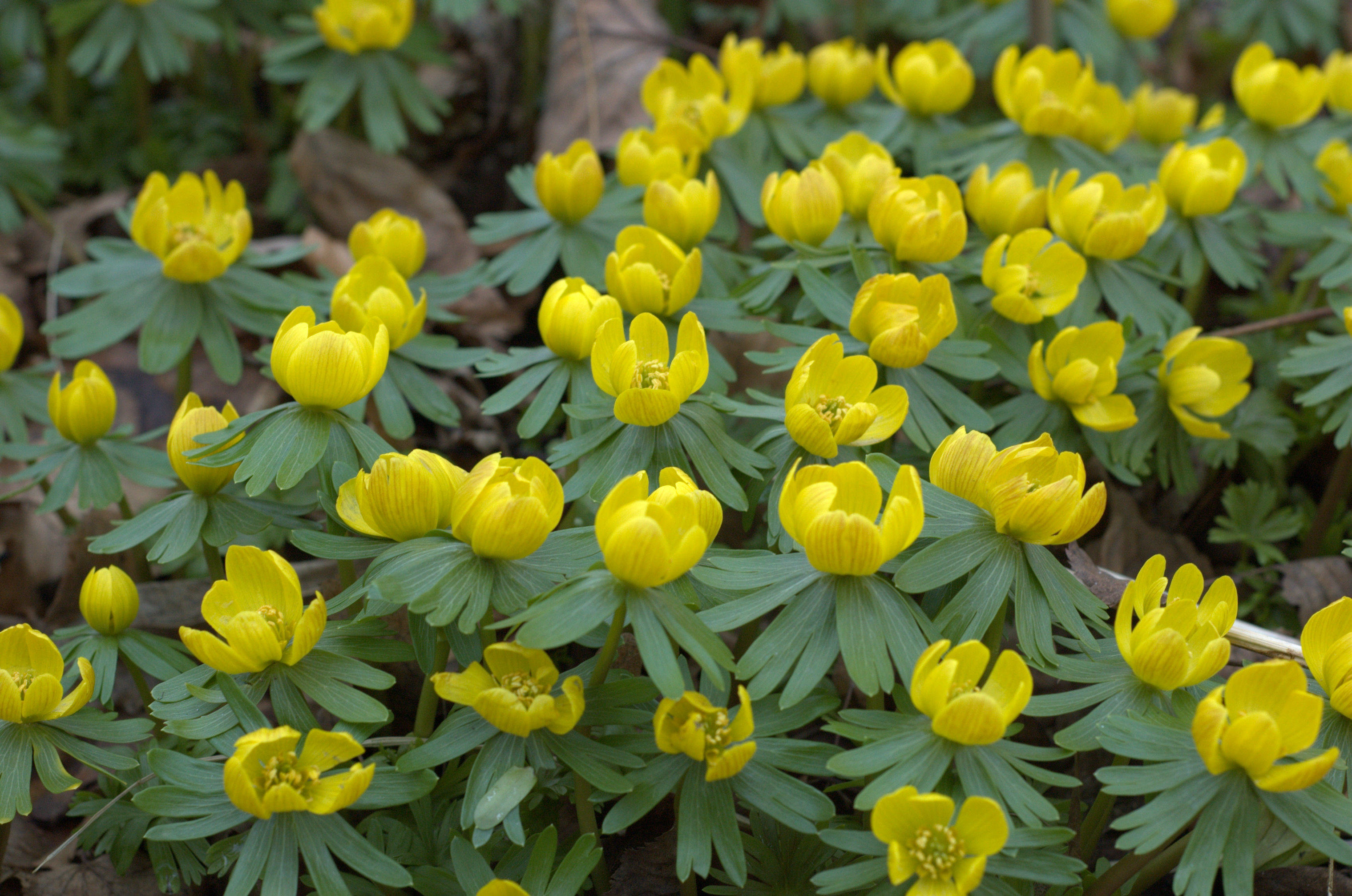
Весенник зимующий

Плоды — уплощённые сросшиеся листовки со множеством продолговато-яйцевидных семян оливково-бурого цвета.
Цветки до 2,5 см в диаметре, цветоножка — до 8 см длиной. У весенника Тубергена цветки достигают 5 см в диаметре.

## Ареал
Виды рода Весенник произрастают в Южной Европе и в Азии (в том числе на островах Японии). Два вида — эндемики Китая, один — эндемик гор Сибири, один — острова Хонсю. Типовой вид, изначально распространённый в Европе, завезён в Северную Америку, где стал встречаться в дикой природе. Некоторые другие виды также выращиваются в США в качестве декоративных растений.
Для цветения высаживают в сентябре вместе с подснежниками.

## Таксономия
Eranthis (L.) Salisb., Transactions of the Linnean Society of London 8: 303. 1807.

### Синонимы
- Cammarum Hill, 1756, nom. rej.
- Helleboroides Adans., 1763, nom. rej.
- Koellea Biria, 1811, nom. illeg.
- Robertia Mérat, 1812, nom. illeg.[~ 1]
- Roehlingia Roep., 1820, nom. illeg.
- Shibateranthis Nakai, 1937

### Виды

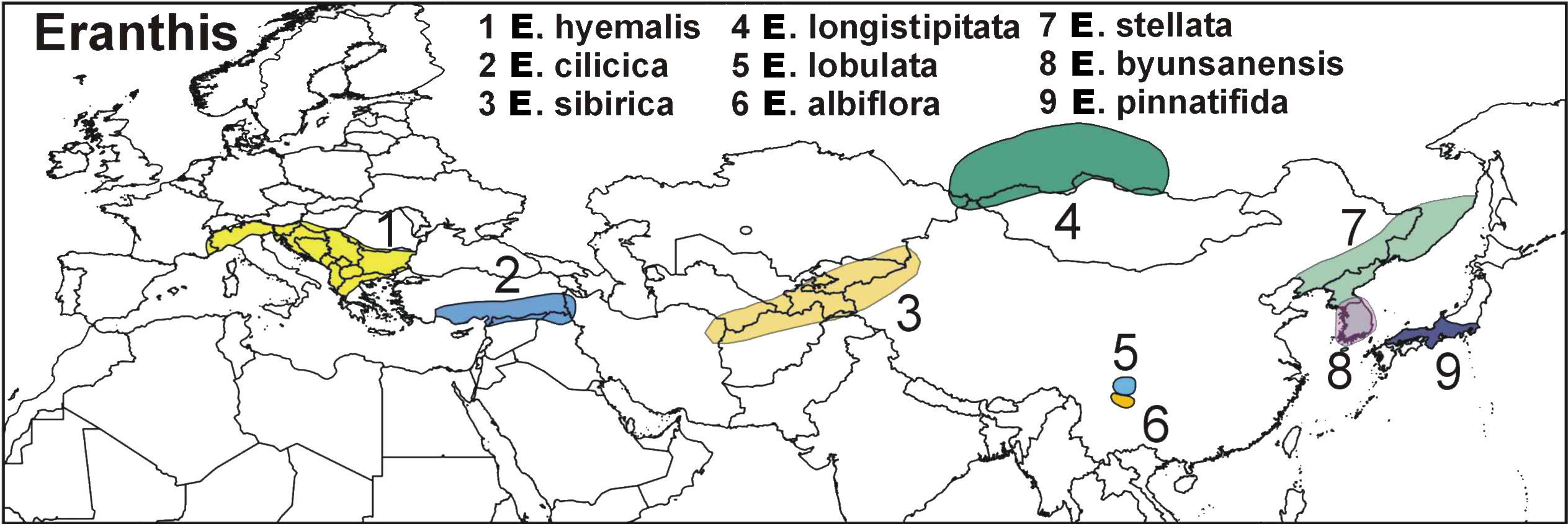
Карта распределения видов в Евразии
1.
2.
3.
4.
5.
6.
7.
8.
9.

- Eranthis albiflora Franch., 1885
- Eranthis byunsanensis B.Y.Sun, 1993
- Eranthis cilicica Schott & Kotschy, 1854
- Eranthis hyemalis (L.) Salisb., 1807 typus[1] — Весенник зимующий
- Eranthis lobulata W.T.Wang, 1965
- Eranthis longistipitata Regel, 1870 — Весенник длинноножковый, или длинностебельчатый
- Eranthis pinnatifida Maxim., 1877
- Eranthis sibirica DC., 1817 — Весенник сибирский
- Eranthis stellata Maxim., 1859 — Весенник звёздчатый

## Комментарии
1. ↑  Родовое название Robertia использовалось и другими авторами. См. Robertia (значения).